# Selena Royle
Selena Royle, född 6 november 1904 i New York, död 23 april 1983 i Guadalajara, Mexiko, var en amerikansk skådespelare. Royle medverkade i större biroller i mer än 30 Hollywoodfilmer, främst under 1940-talet.

## Filmografi i urval
- 1943 – Den stora stjärnparaden
- 1944 – Mrs. Parkington
- 1944 – 30 sekunder över Tokio
- 1946 – De gröna åren
- 1946 – Harvey Girls
- 1946 – Night and Day
- 1946 – Vi drömmer om en vår
- 1946 – Lassie i vildmarken
- 1947 – Nattens ryttare
- 1948 – Som skapt för mej
- 1948 – Jeanne d’Arc
- 1949 – Arvtagerskan
- 1949 – Jazzflickan
- 1950 – Rovspindeln
- 1950 – Brännmärkt
- 1951 – Sista varningen